# Итаполис
Итаполис (порт. Itápolis) — муниципалитет в Бразилии, входит в штат Сан-Паулу. Составная часть мезорегиона Араракара. Входит в экономико-статистический микрорегион Араракуара. На 2006 год население составляло 41 222 человека. Занимает площадь 999 км². Плотность населения — 41,3 чел./км².
Праздник города отмечается 20 октября.

## История
Город основан в 1862 году.

## Статистика
- Валовой внутренний продукт на 2003 составляет 947.631.979,00 реалов (данные: Бразильский институт географии и статистики).
- Валовой внутренний продукт на душу населения на 2003 составляет 23.911,99 реалов (данные: Бразильский институт географии и статистики).
- Индекс развития человеческого потенциала на 2000 составляет 0,785 (данные: Программа развития ООН).

## География
Климат местности: умеренный. В соответствии с классификацией Кёппена, климат относится к категории Aw[уточнить].